# Nicolas Gill
Nicolas Gill (n. 24 aprilie 1972, Montréal, provincia Québec, Canada) este un judocan ce a reprezentat Canada, medaliat olimpic. A participat la 4 ediții ale Jocurilor Olimpice (1992, 1996, 2000, 2004) în care a câștigat o medalie de argint.